# Talang Leak I
Talang Leak I is een bestuurslaag in het regentschap Lebong van de provincie Bengkulu, Indonesië. Talang Leak I telt 1833 inwoners (volkstelling 2010).